# Ołeksandriwka (osiedle typu miejskiego w obwodzie kirowohradzkim)
Ołeksandriwka (ukr. Олександрівка; pol. Aleksandrówka) – osiedle typu miejskiego na Ukrainie, w obwodzie kirowohradzkim, nad Tiasmynem, siedziba władz rejonu ołeksandriwskiego.

## Historia
W czasach I Rzeczypospolitej wchodziła w skład starostwa czehryńskiego. Po rozbiorach Polski stała się własnością rządku rosyjskiego, jednak około 1830 roku jej właścicielem został Michał Grabowski (1804-1863), syn Antoniego i Teresy z Dworzańskich.
Siedziba dawnej gminy Aleksandrówka w powiecie czehryńskim na Ukrainie.
Status osiedla typu miejskiego posiada od 1957.
W 1989 liczyło 12 474 mieszkańców.

## Pałac
Michał Grabowski razem z żoną Pauliną z Rościszewskich wybudował w Aleksandrówce neogotycki pałac z cylindryczną wieżą i tarasem. Pałac ten był jednym z ognisk polskiego życia kulturalnego na dalekich Kresach – odwiedzali go m.in. Józef Bohdan Zaleski, Seweryn Goszczyński, Henryk Rzewuski. Po Michale majątek odziedziczył jego najmłodszy syn Lucjan Grabowski. Pod koniec XIX wieku 74% mieszkańców stanowili Żydzi. Obok pałacu park angielski.